# Čerkizovskaja (stanice metra v Moskvě)
Čerkizovskaja (rusky Черки́зовская) je stanice moskevského metra. Z této stanice lze přestoupit na stanici Lokomotiv Moskevského centrálního okruhu, která se nachází v těsné blízkosti.

## Charakteristika stanice
Stanice se nachází na lince Sokolničeskaja, na jejím severním konci (je předposlední), ve čtvrti Čerkizovo. Otevřena byla v 3. srpna 1990, jako součást úseku Čerkizovskaja – Ulica Podbělskogo. Je konstruována jako jednolodní, bez sloupů. Stěny za nástupištěm jsou obloženy kovem, na konci lodě je nad výstupem použito dekorativní sklo. Čerkizovskaja má jen jeden výstup s povrchovým vestibulem. V budoucnosti se má stát přestupní stanicí, poté co bude vybudována druhá okružní linka (v současnosti je jedinou tohoto typu linka Kolcevaja vybudovaná v první polovině 50. let).